# Burg Hohenzollern
Burg Hohenzollern, gelegen tussen de gemeenten Hechingen en Bisingen (Duitsland), was het kasteel van het vorstengeslacht Hohenzollern. Het kasteel ligt op een 855 meter hoge berg, die in de volksmond Zollernberg of kortweg Zoller(n) wordt genoemd.

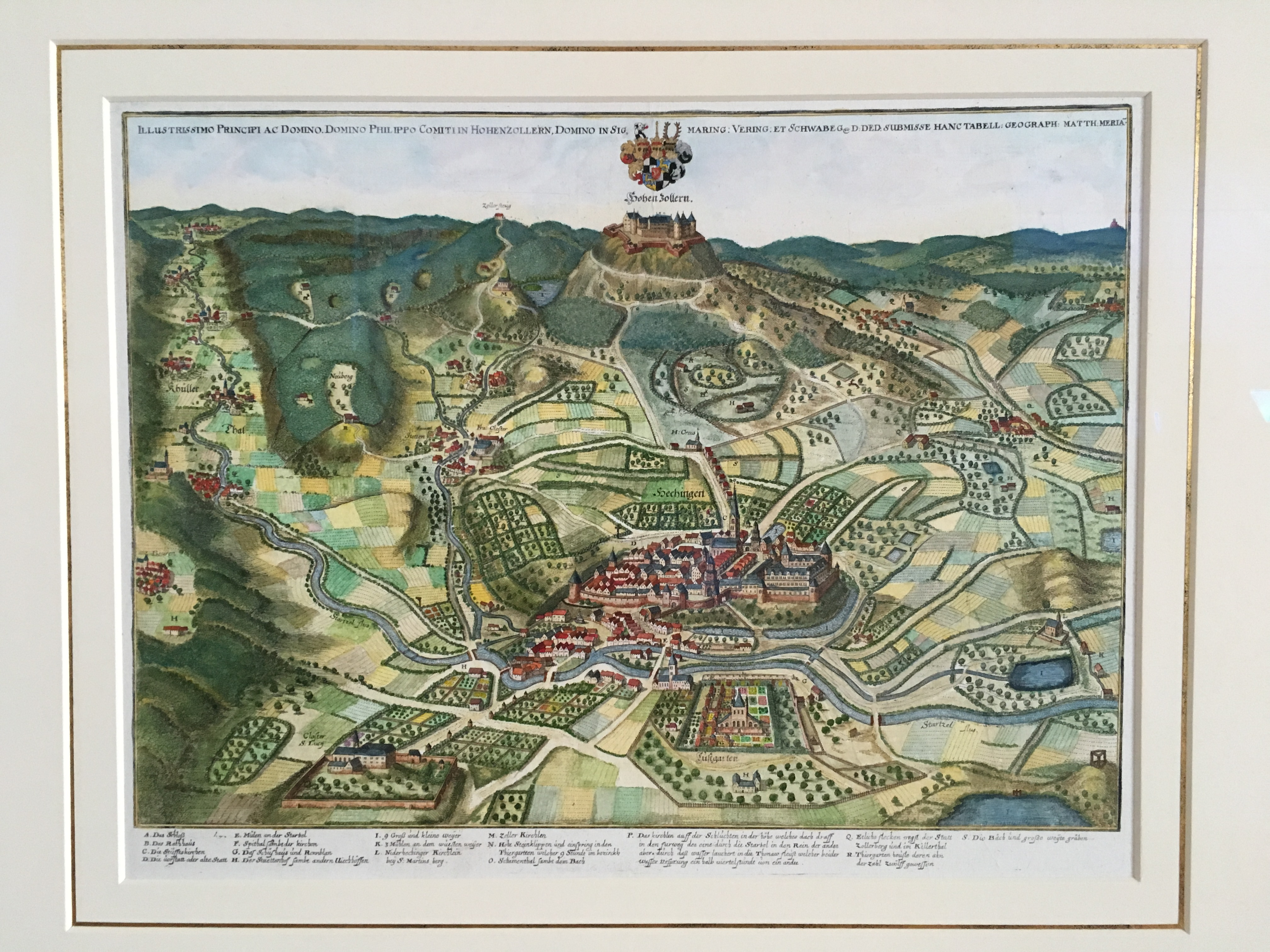
Hechingen met daarboven burcht Hohenzollern rond 1643 door Merian

## Geschiedenis
Het oorspronkelijke, middeleeuwse kasteel, dat in het jaar 1267 voor het eerst schriftelijk vermeld werd maar waarschijnlijk al in de 11e eeuw was gebouwd, werd in het jaar 1423 na een bijna jaarlange belegering door de Zwabische vrijsteden veroverd en verwoest. Van dit kasteel bestaan slechts nog schriftelijke bronnen.
In 1454 wordt begonnen met de bouw van een nieuw kasteel. Dit kasteel werd in de Dertigjarige Oorlog, hoewel het tot sterke vesting uitgebouwd was, veroverd door de Württembergers. Na de Dertigjarige Oorlog was het kasteel voornamelijk in Habsburgse handen, maar werd tijdens de Oostenrijkse Successieoorlog in de winter van 1744-1745 door Franse troepen bezet. Na het vertrek van de laatste Oostenrijkse bezetters in 1798 raakte het kasteel in verval. Aan het begin van de 19e eeuw was het een ruïne; slechts de St. Michaelskapelle was behouden gebleven. Het plan tot wederopbouw werd in 1819 door de toenmalige kroonprins en latere koning Frederik Willem IV voorgesteld.
Het kasteel is in zijn huidige vorm een bouwwerk van de Berlijnse architecten Friedrich August Stüler, die in 1842 als leerling en opvolger van Karl Friedrich Schinkel tot "Architect van de Koning" benoemd was. Eerstgenoemde architect gold als vertegenwoordiger van de neogotiek in de Duitse gebieden. De indrukwekkende opritten waren een ontwerp van ingenieur-officier Moritz Karl Ernst von Prittwitz, die destijds de leidende Pruisische vestingbouwmeester was. De beeldhouwkunst was van de hand van Gustav Willgohs.
Voor sommige mensen is Burg Hohenzollern een expressie van de romantische geest van alle tijden en toont het de toenmalige ideaalbeeld van een middeleeuwse ridderburcht. Wat dat betreft is de gedachte achter Burg Hohenzollern vergelijkbaar met die van Slot Neuschwanstein.
Voor anderen is het kasteel een resultaat van de politieke macht van de heerser van Pruisen, die het kasteel van zijn voorvaderen weer opgebouwd wilde zien.
In 1850 werd de eerste steen gelegd. De bouw werd gefinancierd door zowel de Brandenburg-Pruisische als de Swabische Hohenzollernfamilies. In 1867 werd de bouw door Wilhelm I voltooid. Op 3 september 1978 raakte het kasteel bij een aardbeving ernstig beschadigd. De restauratie duurde tot in de jaren 90.

De burcht was na de wederopbouw in de 19e eeuw nooit voor lange tijd bewoond en had uitsluitend een ceremoniële functie. Slechts de laatste Pruisische kroonprins Wilhelm woonde na zijn vlucht uit Potsdam eind 1945 enige maanden in het kasteel. Wilhelm en zijn vrouw (Cecilie van Mecklenburg-Schwerin) zijn in het kasteel begraven.

## Hedendaagse functie
Burg Hohenzollern is nog steeds eigendom van de familie Hohenzollern. Het kasteel is geopend voor bezoekers en geldt als belangrijk monument. Het kasteel wordt elk jaar bezocht door meer dan 300.000 mensen. Dit is mede te danken aan het authentiek bewaarde interieur. Bovendien wordt in het kasteel sinds 1952 de kunstcollectie en herinneringsstukken van de Pruisische geschiedenis uit het bezit van de familie en uit het voormalige Hohenzollernmuseum in Slot Monbijou tentoongesteld. De Pruisische koningskroon en het uniform van Frederik II behoren tot de belangrijkste stukken van de collectie. Van 1952 tot 1991 bevonden zich de doodskisten van de koningen Frederik Willem I en Frederik II in het kasteel. Na de Duitse hereniging zijn de kisten weer naar Potsdam verplaatst.
Burg Hohenzollern is privé-eigendom. Het kasteel is voor twee derde eigendom van de Brandenburg-Pruisische tak van het Huis Hohenzollern en voor een derde eigendom van de Swabisch-katholieke tak. Sinds 1954 wordt het kasteel ook door de Prinzessin-Kira-von-Preußen-stichting voor vakanties voor misdeelde Berlijnse kinderen benut.